# Hawkesbury River
Der Hawkesbury River ist einer der Hauptflüsse an der Küste des australischen Bundesstaates New South Wales. Gemeinsam mit seinen Zuflüssen umschließt er das Metropolgebiet Sydney.
Dieser Fluss war im 19. Jahrhundert einer der Haupttransportwege, um Nahrungsmittel aus der Umgebung nach Sydney zu bringen. Heute findet im Hawkesbury River die zweitgrößte kommerzielle Fischerei mit Garnelenfang und Austernzucht sowie Wassersport statt.

## Geographie

### Verlauf

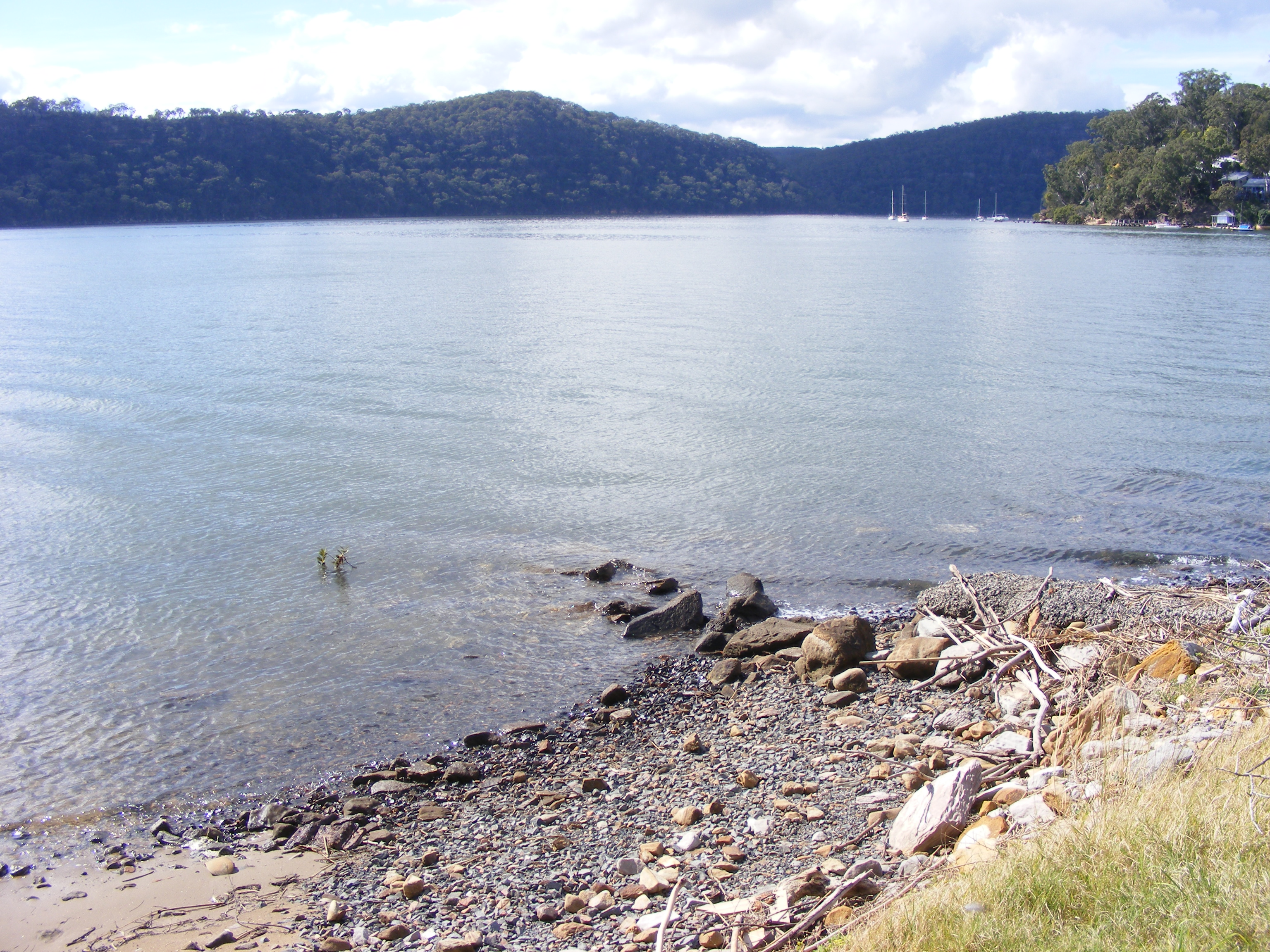
Hawkesbury River

Der Hawkesbury River hat seinen Ursprung im Zusammenfluss von Nepean River und Grose River, nördlich von Penrith. Beide Flüsse sind bereits recht groß, wenn sie zusammentreffen und gemeinsam den Hawkesbury River bilden.
Die Zuflüsse Avon River, Cataract River und der Cordeaux River beginnen allesamt nur wenige Kilometer vom Meer entfernt, etwa 80 km südlich von Sydney. Sie fließen zunächst ins Inland und dann bei Wollongong eine Steilstufe herab. Im weiteren Verlauf treffen sie nordwestlich und weiter entfernt vom Meer zusammen, wo sie den Nepean River bilden. Weiter geht es entlang Camden und Penrith.
Nahe Penrith fließt der Warragamba River aus den Blue Mountains kommend in den Nepean. Der Warragamba besteht aus dem Zusammenfluss von Wollondilly River,  Nattai River, Kowmung River und Coxs River, die allesamt die östliche Seite der Great Dividing Range entwässern.
Der Grose River, der die andere Hauptkomponente des Hawkesbury Rivers darstellt, entspringt nahe Mount Victoria in den Blue Mountains.
Der Hawkesbury River verläuft im Allgemeinen nordwärts, wobei er mehrfach mäandert. Dabei passiert er Richmond und Windsor, die die größten Siedlungen entlang des Flusses sind. Weiter nördlich wird die Umgebung mehr landwirtschaftlich geprägt mit nur wenig bewohnten Gebiet. Orte hier sind Sackville und Lower Portland; hier trifft der Hawkesbury River auf den Colo River. Der Colo River und seine Zuläufe entwässern die nördlichen Teil der Blue Mountains.
Ab Lower Portland fließt der Hawkesbury River weiterhin nach Norden zur kleinen Ortschaft Wisemans Ferry. Ein Zufluss ist hier der  Macdonald River. Der Kurs des Hawkesbury Rivers ändert sich nun nach Osten; die umgebende Landschaft wird nun steiler und zerklüfteter. Bei Spencer mündet der Mangrove Creek vom Norden her in den Fluss. Von hier bis zur Mündung in den Pazifischen Ozean gibt es nur wenige Zugänge an den Fluss per Auto.
An der Milsons Passage fließt der Berowra Creek vom Süden in der Hawkesbury River. Bei Brooklyn wird der Fluss vom Pacific Highway und einer Bahnbrücke überquert. Schließlich erreicht der Fluss den Ozean bei der Broken Bay.
Vom Zusammenfluss von Nepean und Grose Rivers bis ins Meer hat der Hawkesbury River eine Gesamtlänge von 126 km.

### Inseln
Folgende Inseln gibt es auf dem Hawkesbury in der Reihenfolge der Flussrichtung:
- Milson Island
- Peat Island
- Spectacle Island
- Long Island
- Dangar Island
- Lion Island

### Überquerungen

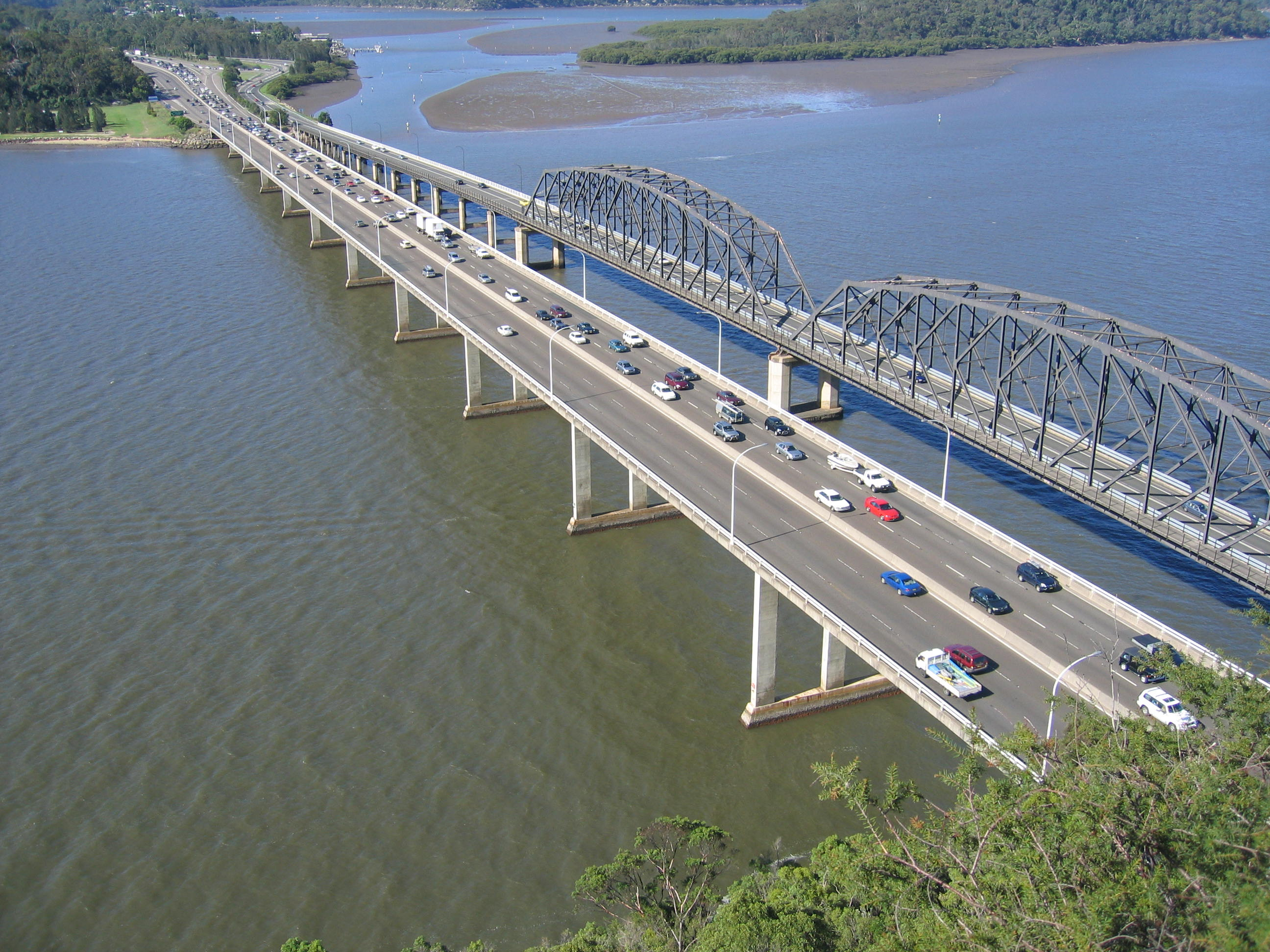
Freeway und Peats Ferry Brücke

- Richmond Bridge, eine Brücke in Richmond, die die Bells Line of Road und früher die Bahn zwischen Richmond und Kurrajong trug
- Windsor Bridge, eine Brücke in Windsor, die die Putty Road trägt
- Sackville-Fähre, Kabelfähre
- Lower-Portland-Fähre, Kabelfähre
- Webbs-Creek-Fähre, Kabelfähre
- Wisemans-Fähre, Kabelfähre für die Great North Road
- Hawkesbury River Freeway Bridge, eine Brücke vom Kangaroo Point nach Mooney Mooney
- Peats Ferry Bridge
- Hawkesbury River Railway Bridge

In den unteren Wasserläufen sind eine Reihe von Fußgänger-Fähren, die den Fluss queren, unter anderem von Palm Beach, Ettalong und Wagstaffe sowie von Brooklyn nach Dangar Island und Little Wobby.

## Geschichte

### Aborigines
Die Aborigines der Gegend nannten den Fluss Deerubbun. Drei Stämme der Aborigines bewohnten die Gegenden, die der Hawkesbury River durchquert: Die Darug im Westen und Süden, die Guringai im Süden und die Darkinjung im Norden.

### Weiße Besiedlung
1788 untersuchten zwei Expeditionen den Hawkesbury im Nordwesten von Sydney und den Nepean River im Südwesten. Es dauerte etwa drei Jahre, bis die Entdecker erkannten, dass sie dasselbe Flusssystem untersucht hatten.
Der Hawkesbury River war im 19. Jahrhundert einer der Haupttransportwege, um Nahrungsmittel aus der Umgebung nach Sydney zu bringen. Im Schutz von Broken Bay und Pittwater warteten sie dann auf geeignetes Wetter, um im Ozean entlang der Küste nach Sydney zu fahren. Als 1864 die Bahn von Sydney bis nach Windsor reichte, wurden Lebensmittel bis nach Windsor verschifft und anschließend mit dem Zug transportiert. In den 1880er Jahren versandete der Fluss zwischen Sackville und Windsor, so dass seetüchtige Schiffe nur noch bis Sackville reichten. Die Verbindung von Sickville und Sydney wurde mit Dampfschiffen bis Ende des 19. Jahrhunderts aufrechterhalten.
Der Hawkesbury River wurde von Gouverneur Arthur Phillip im Juni 1789 benannt nach Charles Jenkinson, 1. Earl of Liverpool, der zu dieser Zeit den Titel Baron Hawkesbury trug. Ein Obelisk wurde 1939 in Brooklyn enthüllt, um an diese Namensgebung zu erinnern.
1794 erhielten 22 Familien Landrechte in Bardenarang, heute bekannt als Pitt Town Bottoms, nahe Windsor. Im selben Jahr brachen Auseinandersetzungen zwischen Aborigines und Siedlern aus.

## Nutzung

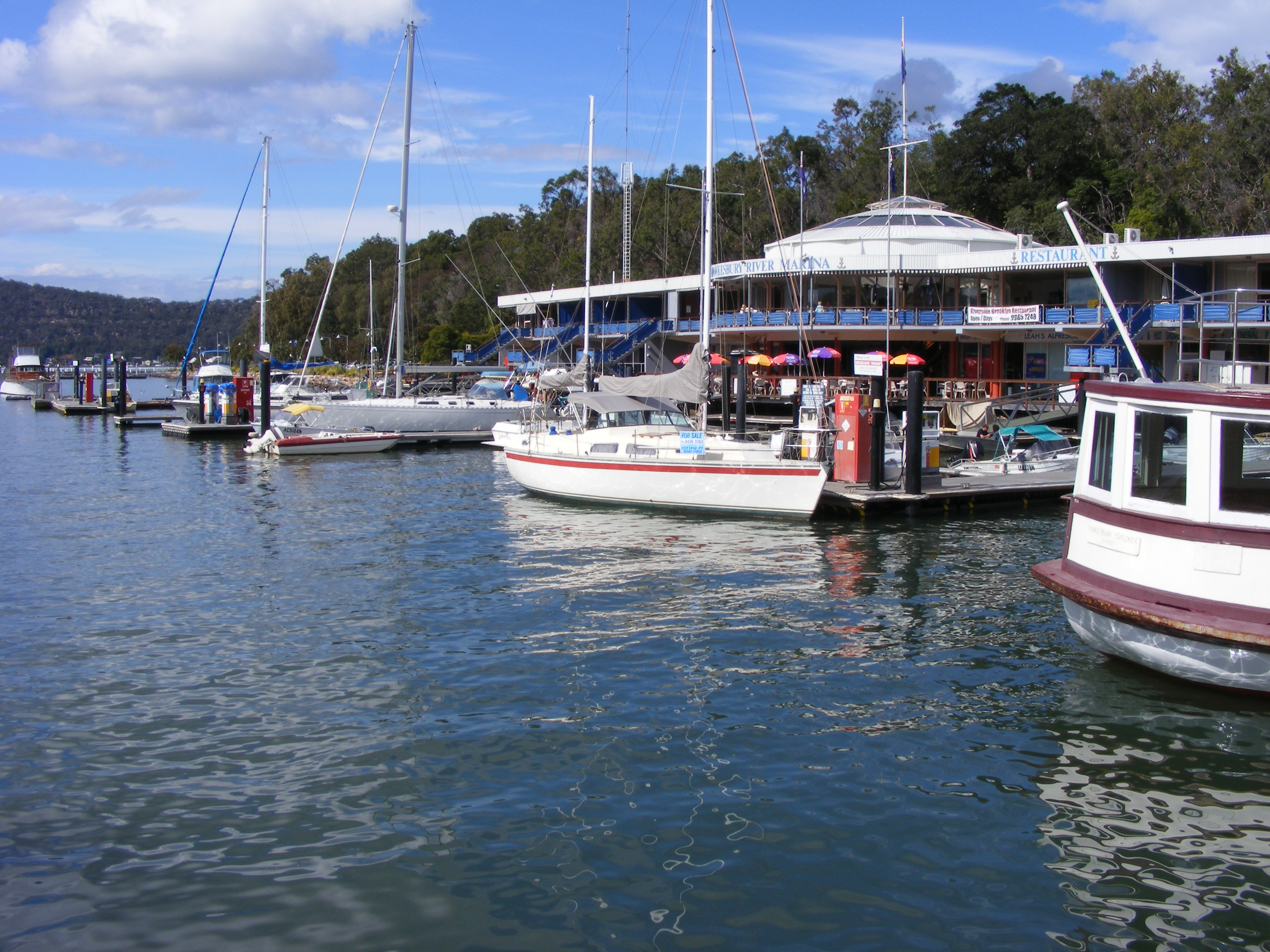
Hawkesbury River Marina

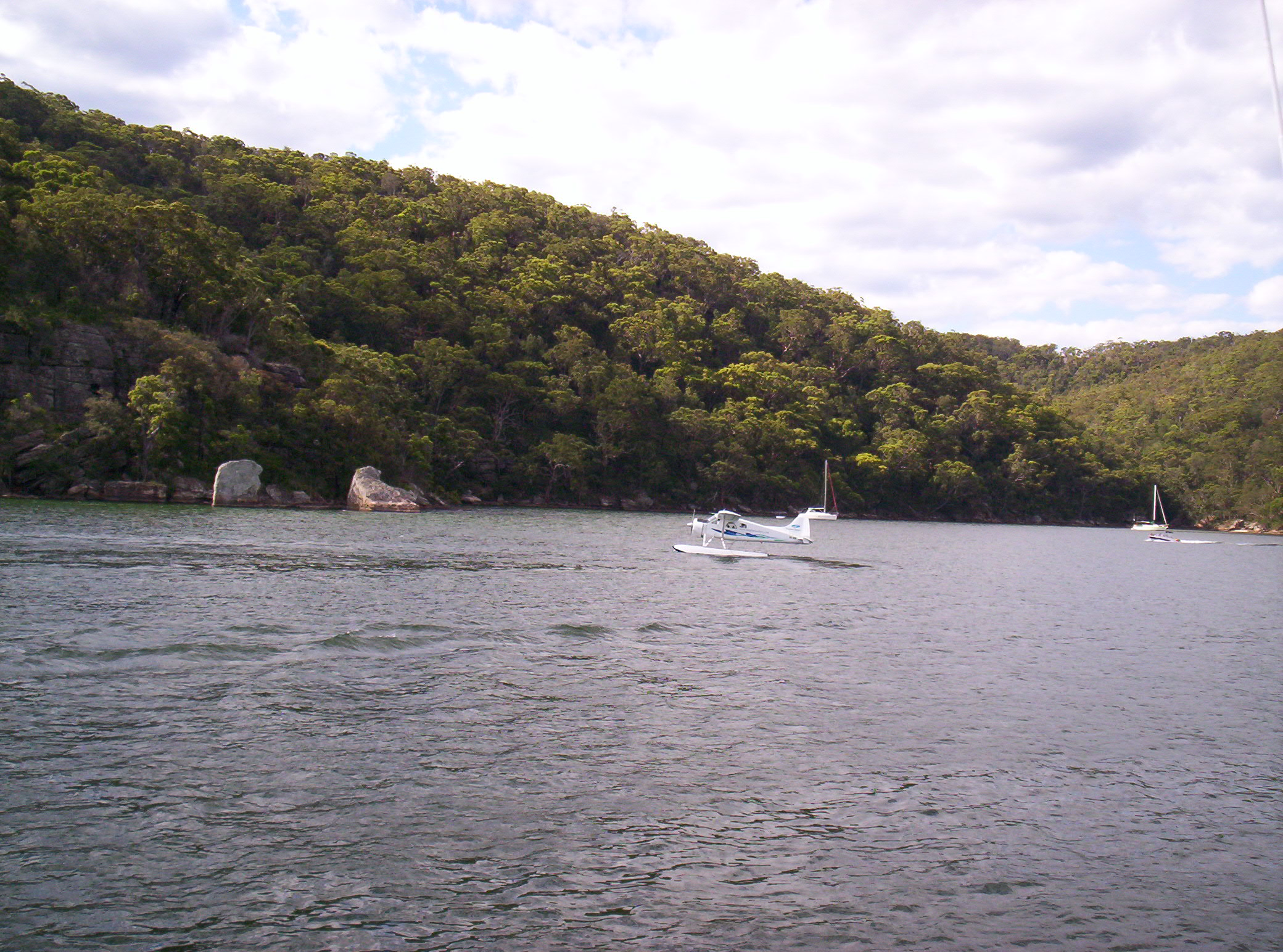
Ein Wasserflugzeug auf dem Hawkesbury River

### Befahrbarkeit
Der Hawkesbury River ist von Windsor bis zum Ozean befahrbar. Es gibt keine Dämme oder Schleusen; die Wirkung des Tidenhubs ist bis Windsor zu sehen.
Während der Transport von Waren wie Produkte des Gemüse- und Obstanbaus vom Straßenverkehr übernommen wird, bleibt der Fluss weiterhin für eine Reihe von Ortschaften und Häusern der einzige Zugangsweg, insbesondere im Unterlauf, wo steiles und felsiges Gelände den Straßenbau bislang verhindert hat. Ein Postschiff liefert darum die Post zwischen Brooklyn und Spencer.

### Sport
Die Hawkesbury Canoe Classic sind ein 111 km langes Kanurennen, das jährlich im Oktober oder November abgehalten wird. Das Rennen startet in Windsor und endet in Brooklyn. Das Bridge to Bridge Water Ski Classic ist ein Rennen auf Wasserski, das in entgegengesetzter Richtung verläuft: es beginnt bei Dangar Island und endet in Windsor.

### Kommerzieller Fischfang
Nach den Hawkesbury Nepean Catchment Management Authority wird im Mündungsgebiet des Hawkesbury Rivers mit jährlich AUD 6,3 Millionen (etwa EUR 3,8 Millionen) Großhandelswert die zweitgrößte kommerzielle Fischerei betrieben; Garnelen und Austern (vor Ausbruch der QX-Krankheit) sind die Hauptprodukte.

## In Kunst und Medien

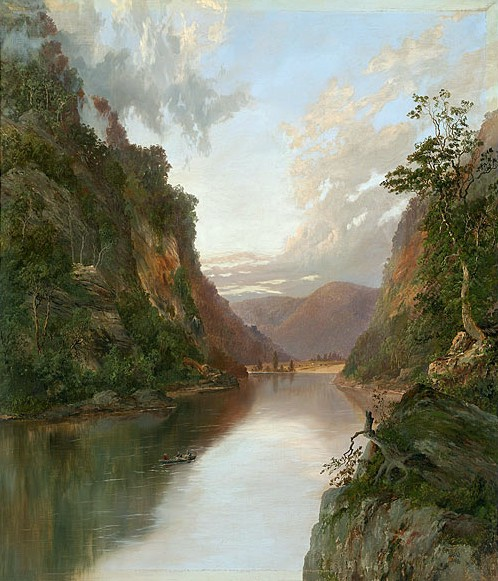
Hawkesbury River by William Piguenit (1881)

- Die australische Schriftstellerin Kate Grenville schrieb einen historischen Roman namens The Secret River, der am Hawkesbury river spielt.
- Der Film Oyster Farmer mit Alex O’Loughlin (2004)
- Der Künstler William Piguenit malte den Hawkesbury River im späten 19. Jahrhundert
- Verschiedene australische Fernsehserien wie A Country Practice und Home and Away haben den Hawkesbury für Außenszenen genutzt.
- In Rainer M. Schröders historischer Jugendromanserie „Abby Lynn“ liegt einer der Hauptschauplätze am Hawkesbury River.